# Шток, Андреа
Андре́а Шток (нем. Andrea Stock; род. 28 ноября 1980, Каракас) — немецкая кёрлингистка.

## Достижения
- Чемпионат Европы по кёрлингу: золото (1998).

## Команды
| Сезон   | Четвёртый      | Третий           | Второй                   | Первый         | Запасной                             | Турниры                              |
| ------- | -------------- | ---------------- | ------------------------ | -------------- | ------------------------------------ | ------------------------------------ |
| 1996—97 | Натали Несслер | Даниэла Йенч     | Sabine Tobies            | Андреа Шток    | Antonia Bauer                        | ЧМЮ 1997 (8 место)                   |
| 1997—98 | Андреа Шёпп    | Натали Несслер   | Хайке Вилендер           | Джейн Бок-Коуп | Андреа Шток тренер: Райнер Шёпп      | ЧМ 1998 (5 место)                    |
| 1998—99 | Андреа Шёпп    | Натали Несслер   | Хайке Вилендер           | Джейн Бок-Коуп | Андреа Шток тренер: Райнер Шёпп      | ЧЕ 1998 · ЧМ 1999 (5 место)          |
| 1999—00 | Андреа Шёпп    | Натали Несслер   | Хайке Вилендер           | Андреа Шток    | Джейн Бок-Коуп тренер: Райнер Шёпп   | ЧЕ 1999 (5 место)                    |
| 2000—01 | Андреа Шёпп    | Натали Несслер   | Хайке Вилендер           | Джейн Бок-Коуп | Андреа Шток тренер: Райнер Шёпп      | ЧЕ 2000 (4 место) ЧМ 2001 (5 место)  |
| 2001—02 | Андреа Шёпп    | Натали Несслер   | Хайке Вилендер           | Андреа Шток    | Катя Вайссер тренер: Райнер Шёпп     | ЧЕ 2001 (4 место)                    |
| 2001—02 | Натали Несслер | Сабина Белькофер | Хайке Вилендер           | Андреа Шток    | Карин Фишер (ЗОИ), Катя Вайссер (ЧМ) | ЗОИ 2002 (5 место) ЧМ 2002 (9 место) |
| 2002—03 | Cornelia Stock | Андреа Шток      | Катя Вайссер             | Sabine Freiss  | тренер: Дик Хендерсон                | ЗУ 2003 (6 место)                    |
| 2004—05 | Натали Несслер | Андреа Шток      | Сабина Белькофер-Крёнерт | Карин Фишер    |                                      |                                      |

(скипы выделены полужирным шрифтом)